# Parque nacional de Liesjärvi

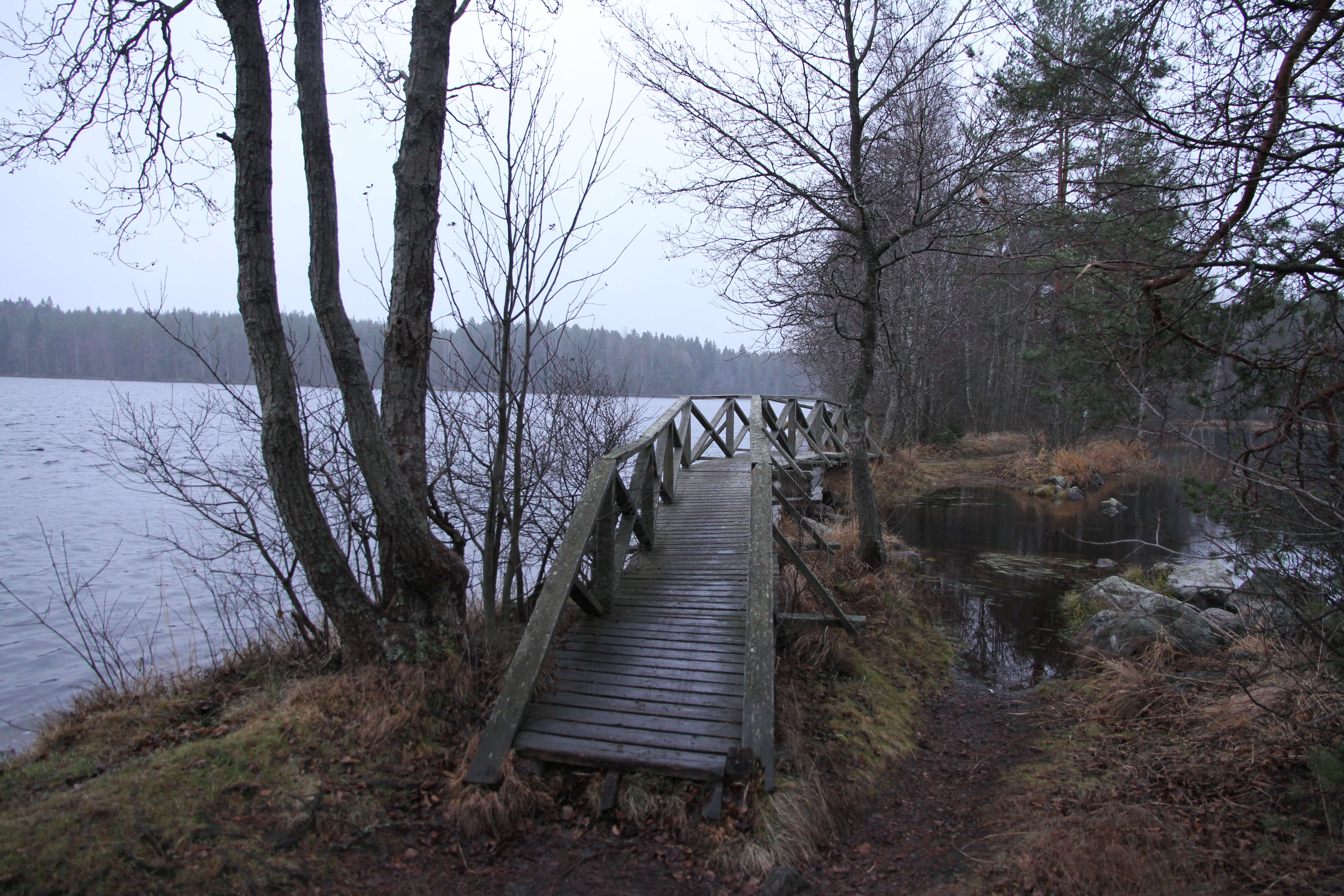
Sendero junto al lago.

El Parque nacional de Liesjärvi (en finés: Liesjärven kansallispuisto) se encuentra en la región de Tavastia Propia, también conocida como Kanta-Häme en el sur de Finlandia. Su superficie es de 22 km². 
En la década de 1920, parte del actual parque nacional ya estaba definido como área protegida. El parque, relativamente pequeño, tiene cerca de 50 kilómetros de riberas en torno a los lagos Liesjärvi y Kyynäräjärvi. Incluye la granja patrimonio de Korteniemi, donde el visitante apreciará la vida rural del interior de Finlandia, además de poder pasear por los senderos que recorren los bosques y las orillas de los lagos. Hay zonas para acampadas y caravanas.

## Características
Una parte importante del bosque tiene más de cien años. Los más prístinos, Ahonnokka y Isosaari, están protegidos desde 1920. En el resto, los árboles se aprovecharon hasta que se declaró parque nacional en 1956. El parque contiene turberas, eskeres, riberas y lagos. En 2005, se amplió la zona protegida con nuevas turberas y bosques antiguos.
El rasgo más destacable del parque es el esker de Kyynäränharju, una estrecha línea boscosa que forma una cinta ondulante de casi 1 km de longitud y separa los lagos Kyynäräjärvi y Liesjärvi. Un estrecho canal une los dos lagos que el visitante puede cruzar por un puente.

## Flora y fauna
El emblema del parque muestra una espiga de centeno y una flor de aciano que simbolizan la agricultura que se inició con la tala de los bosques y una de las flores que se benefició de ella. También se benefició en este sentido en los prados la llamada doncella rosa. En la granja de Korteniemi se pueden encontrar además el helecho Botrychium lunaria, el pie de gato, la forrajera Erodium cicutarium, la colleja y el lino.
Entre las aves que pueblan el bosque y gracias a la abundancia de árboles viejos y árboles caídos se encuentran varias especies de pájaros carpinteros, entre ellos, el pito negro, el pico picapinos, el pico tridáctilo, el pito cano y el pico menor. Por lo demás, también puede oírse el ulular del mochuelo boreal y del búho real. Sobre la granja, es fácil ver golondrinas, y en el lago se encuentra el colimbo ártico.
Entre los insectos, una pequeña mariposa azul, la náyade,  los escarabajos Meloe violaceus y Melanophila acuminata, y la chinche Aradus crenaticollis.